# Khémaïes Ben Ismaïl
Khémaïes Ben Ismaïl (arabe : خميس بن إسماعيل) est un footballeur tunisien.
Il évolue au poste de milieu de terrain au sein du Club africain.
Khémaïes Ben Ismaïl est le frère d'Abdesselem Ben Ismaïl.

## Carrière
- 1937-1942 : Club africain (Tunisie)

## Palmarès
Club africain
- Championnat de Tunisie  (1) : 
  - Champion : 1937 (promotion d'honneur)[2].